# Joaquim José de Assunção
Joaquim José de Assunção, primeiro e único barão de Jaraú (Pelotas, 28 de abril de 1829 — Pelotas, 12 de abril de 1898) foi um pecuarista brasileiro.

## Biografia
Filho de Joaquim José de Assunção e Maria Augusta da Fontoura, casou-se com Cândida Clara da Fontoura, irmã do visconde da Graça. Tiveram dois filhos: Ernestina do Carmo e Joaquim Augusto de Assunção. Sua filha Ernestina do Carmo de Assunção, casou-se com Fernando Luís Osório, filho do marquês do Herval.
Proprietário de uma charqueada, foi a maior fortuna do Rio Grande do Sul na época. Filantropo, realizou doações a diversas entidades de Pelotas.
Agraciado barão em 25 de outubro de 1888.